# CCTV-8
CCTV-8 (中国中央电视台电视剧频道S)  è l'ottavo canale televisivo della China Central Television, la televisione pubblica della Repubblica Popolare Cinese.
Questo canale televisivo è nato il 1º gennaio 1994 ed è un canale tematico che trasmette fiction, programmi d'intrattenimento e programmi teatrali.